# Níkos Anastasiádis
Níkos Anastasiádis (en grec : Νίκος Αναστασιάδης, /ˈnikos anastasiˈaðis/), né le 27 septembre 1946 à Péra Pedí dans le district de Limassol, est un homme d'État chypriote. Président du Rassemblement démocrate (parti conservateur) de 1997 à 2013, il est président de la République entre 2013 et 2023.

## Biographie
Né dans le village de Péra Pedí dans le sud-ouest de l'île, Nikos Anastasiades étudie le droit à Athènes et obtient son diplôme en droit du transport maritime en 1971 à Londres. Il est marié et père de deux filles. Il exerce comme avocat d'affaires avant de s'engager en politique. 
Ce pro-européen est député sans interruption de 1981 à 2013. Il est un des fondateurs du parti Disy.
Candidat à l'élection présidentielle de 2013, il critique le gouvernement pour sa gestion de la crise et défend l'adoption d'un plan de sauvetage européen en contrepartie de mesures d'austérité. Il remporte le scrutin au second tour avec 57,48 % des suffrages contre 42,52 % à son opposant, Stávros Malás, du parti communiste.
Il retrouve le même opposant principal lors de l'élection présidentielle de 2018. Il arrive en tête du premier tour avant d'être élu à 55,99 % des voix au second tour. Il s'engage notamment à mettre en œuvre les réformes structurelles réclamées par la Commission européenne afin d'obtenir une aide économique.
Il réduit les prestations sociales, les retraites et les salaires dans le public et le privé, tout en augmentant la TVA et les taxes sur les carburants. Il décide également de diminuer le nombre de fonctionnaires.
Avant qu'il ne devienne président, le cabinet d'avocats d'affaires qu'il avait fondé proposait des services offshore et aidait en particulier les clients russes. Une fois devenu président, Níkos Anastasiades a conclu des accords avec le gouvernement russe de Vladimir Poutine afin de promouvoir des liens économiques et financiers plus étroits entre la Russie et Chypre. Chypre est devenue un moyen important pour les oligarques russes de dissimuler leurs richesses et d'échapper aux sanctions occidentales.
En octobre 2021, son nom est cité dans les Pandora Papers.